# Croton multicostatus
Espèce
Croton multicostatus est une espèce de plantes à fleurs du genre Croton et de la famille des Euphorbiaceae présente des Caraïbes (vraisemblablement) et au Venezuela.
Il a pour synonyme :
- Oxydectes multicostata, (Müll.Arg.) Kuntze